# WS-SecureConversation
WS-SecureConversation ist eine Spezifikation aus der Gruppe der WS-*-Spezifikationen. Es handelt sich um eine Spezifikation zur Definition der Erzeugung und Verteilung des Security-Context zur Message-Layer-Verschlüsselung.
Ein Security-Context stellt ein gemeinsames Geheimnis (Shared Secret) zur Verfügung, mit dem Mitteilungen (Messages) signiert und verschlüsselt werden (vergleiche SSL).
Die WS-SecureConversation-Spezifikation sieht zur Erstellung des Security-Contexts drei verschiedene Methoden vor:
- Erzeugung durch Security Token Service (STS)
- Erzeugung durch einen der Kommunikationspartner
- Erzeugung durch Aushandeln unter den Teilnehmern

## Zugehörige Spezifikationen
Die folgenden WS-*-Spezifikationen stehen in engem Zusammenhang mit WS-SecureConversation:
- WS-Security
- WS-SecurityPolicy
- WS-Trust